# Top-Runner-Programm
Ein Top-Runner-Programm (auch: -Gesetz, -Regelung oder -Prinzip) ist ein politisches Instrument zur Steigerung der Energieeffizienz. Es sieht vor, dass zu einem bestimmten Stichtag eine Marktübersicht beispielsweise über Elektrogeräte erstellt wird. Der Verbrauch der effizientesten unter den gesichteten Geräten wird dann zum Standard für die Branche erhoben, der zu einem gewissen Zeitpunkt in der Zukunft erreicht werden muss, etwa in 5 oder 7 Jahren.
Kann ein Hersteller nach Ablauf der Frist nicht die neuen Effizienzstandards erfüllen, so drohen ihm, je nach nationaler Ausgestaltung des Gesetzes, Strafzahlungen oder sogar ein Verkaufsverbot.

## Beispiel Japan
Japan ist das bekannteste Land mit einer Top-Runner-Regelung und führte sie Ende der 1990er Jahre ein. Dadurch konnte Japan 16 % seiner Verpflichtungen zur Reduktion von Treibhausgasen nach dem Kyoto-Protokoll erfüllen. Als Beispiele für Steigerungen der Effizienz gab Greenpeace 2006 nach einem Zeitraum von 6–8 Jahren in Japan für Videorekorder eine Reduktion des Stromverbrauchs um 59 %, für Klimaanlagen um 63 % und für Computer um 83 % an.

## Auswirkungen
Von einer Top-Runner-Regelung profitieren neben dem Klima vor allem die Verbraucher, die geringere Stromkosten zu zahlen haben, sowie die Wirtschaft, die einen Innovationsvorsprung vor konkurrierenden Volkswirtschaften erhält.
Die höheren Innovationskosten verteuern die Geräte und auch insgesamt die Produktion des Herstellers. Ein nationales Top-Runner-Gesetz führt deshalb auf dem internationalen Markt zu einem Wettbewerbsnachteil gegenüber Ländern ohne vergleichbare Regelungen, in denen billiger produziert werden kann. Falls in diesen Ländern später wegen neuer Gesetze oder steigender Energiepreise die Nachfrage nach energiesparenden Geräten steigen sollte, kehrt sich der Effekt wegen des Innovationsvorsprungs um.

## Anmerkung
1. ↑  Der Wettbewerbsnachteil reduziert sich bzw. tritt nicht ein, wenn bei der Kaufentscheidung die gesamten Lebens-Zyklus-Kosten berücksichtigt werden.